# Baureihe 66
Baureihe 66 – niemiecka lokomotywa parowa wyprodukowana w 1955 roku. Były używane do prowadzenia pociągów osobowych. Lokomotywa 66 002 jest jedynym zachowanym parowozem.